# Karácsony Gergely (politikus)
Karácsony Gergely Szilveszter  (Fehérgyarmat, 1975. június 11. –) magyar szociológus, egyetemi oktató, politikus, 2010 és 2014 között országgyűlési képviselő (előbb az LMP, majd a Párbeszéd politikusaként). Kutatási területe a választási rendszerek és a választói magatartás. A 2014-es önkormányzati választáson Budapest XIV. kerülete (Zugló) polgármesterének, a 2019-es önkormányzati választáson Budapest főpolgármesterének választották meg. A 2024-es Befolyás-barométer szerint ő Magyarország 32. legbefolyásosabb személye. 2014 és 2022 között a Párbeszéd társelnöke.

## Életrajza
Fehérgyarmaton született kertészmérnök végzettségű szülők gyermekeként. Hatéves volt, amikor édesapja autóbalesetben elhunyt. Gyermekkorát Nyírtasson töltötte, ahol három testvérével együtt özvegyen maradt édesanyja nevelte.

### Tanulmányai
Debrecenben 1993-ban érettségizett a Tóth Árpád Gimnáziumban, azután felvették a Károli Gáspár Református Egyetem Bölcsészettudományi Kar történelem szakára. 1995-ben innen átment az Eötvös Loránd Tudományegyetem Szociológiai és Szociálpolitikai Intézetébe, ahol 2000-ben szerzett diplomát szociológusként. Ugyanebben az időszakban a Széchenyi István Szakkollégium tagja is volt, később pedig az intézmény tanára lett. Emellett az ELTE Bölcsészettudományi Karán 1995-től 1997-ig politikaelméletet hallgatott.[forrás?] Angol nyelvből középfokú egyetemi lektorátusi nyelvvizsgát tett.

### Munkahelyek
Diplomája megszerzése után a Medián piac- és közvélemény-kutató cégnél kapott kutatásvezetői állást. 2007-ben a cég kutatási igazgatója lett. Emellett 2004-től a Budapesti Corvinus Egyetem Politikatudományi Intézetének oktatója volt először tanársegédi, majd 2008-tól adjunktusi beosztásban. 2004-ben a Corvinus Egyetem PhD-hallgatója volt, azonban a fokozat megszerzésének követelményeit nem teljesítette. A Magyar Szociológiai Társaság és a Magyar Politikatudományi Társaság tagja. Kutatási területén kívül a közvélemény-kutatásról és a kutatásmódszertanról tart kurzusokat.

### Családja
Párja Kiss Virág, pedagógus, akivel együtt nevelik közös gyermeküket és felesége előző kapcsolatából származó lányát is.

## Politikai pályafutása

### Az LMP-től a Párbeszédig
2002 és 2008 között a Miniszterelnöki Hivatal koordinációs államtitkárságán dolgozott politikai tanácsadóként. 2009 nyarán az addigra párttá alakult Lehet Más a Politika tagja lett, majd a 2010-es országgyűlési választáson a párt kampányfőnöke volt. Emellett a budapesti területi listán indult 3. helyezettként, innen szerzett országgyűlési képviselői mandátumot. A párt frakciójának 2010. május 10-ei ülésén frakcióvezető-helyettessé választották. Ekkor távozott a Mediántól. A 2011-es II. kerületi időközi országgyűlési választáson a párt képviselőjelöltje, 2011–12-ben a párt országos választmányának tagja volt, ahol a stratégiai-közpolitikai ügyvivői tisztséget töltötte be.
A 2013. január 26-i platformközgyűlésen többekkel együtt kilépett a pártból, és létrehozták a Párbeszéd Magyarországért nevű baloldali zöld formációt. Az új párt alakuló közgyűlésén bekerült a négytagú elnökségbe. A 2013 nyarán kezdődő ellenzéki tárgyalásokon az Együtt-PM delegációjának állandó tárgyalója volt.
A 2014-es önkormányzati választás eredményeképpen az Együtt-PM jelöltjeként Budapest XIV. kerülete (Zugló) polgármesterévé választották.
2017 áprilisában újból megválasztották a Párbeszéd Magyarországért párt társelnökének, s ugyanakkor a Párbeszéd Magyarországért miniszterelnök-jelöltjének nevezte meg. A 2018-as magyarországi országgyűlési választáson a Párbeszéd és az MSZP közös listájának miniszterelnök-jelöltjeként indult.

### Budapest főpolgármestereként (2019–)
2019 júniusában az ellenzéki pártok előválasztást tartottak arról, hogy ki legyen a közös főpolgármester-jelöltjük a Budapestet kilenc éve irányító Tarlós Istvánnal szemben. Itt Karácsony az MSZP, a DK, a Momentum Mozgalom, az LMP, a Párbeszéd Magyarországért és a Magyar Liberális Párt színeiben indult, egyedül a Jobbik nem támogatta az előválasztás során. A 2019. október 13-án tartott önkormányzati választás eredményeképpen Budapest főpolgármesterének választották meg, miután a szavazatok 50,86%-át gyűjtötte be Tarlós István 44,10%-ával szemben.

### Miniszterelnök-jelöltség a2021-es magyarországi ellenzéki előválasztáson
2021. május 15-én Nyírtasson jelentette be, hogy elindul az ellenzéki pártok miniszterelnök-jelölti előválasztásán a Párbeszéd, az MSZP, és az LMP színeiben. Ugyanezen a napon azt is bejelentette, hogy új, pártokon átívelő mozgalmakat indít: a 99 mozgalom célja az országegyesítés és "a kiváltságos kevesek egy százalékának trónfosztása" 2021. október 8-án bejelentette, hogy visszalép Márki-Zay Péter javára.

### Párbeszéd társelnökeként (2014–2022)
2022. július 10-én vasárnap a Párbeszéd tisztújító kongresszusán megválasztották a frakció két új társelnökét, az eddigi két társelnök, Karácsony Gergely és Szabó Tímea korábban jelezte, hogy nem indul újra a tisztségért.

## Könyv
- Parlamenti választás 2006. Elemzések és adatok. BA tankönyv; szerk. Karácsony Gergely; Demokrácia Kutatások Magyar Központja Közhasznú Alapítvány, Bp., 2006